# 장미인애
장미인애(1984년 5월 28일 ~ )는 대한민국의 연예인이다.

## 학력
- 한성여자고등학교 (졸업)
- 숭의여자대학 무용과 전문학사 (졸업)

## 주요 출연작

### 영화
- 청춘만화 (2006년)
- 90분 (2012년)

### 드라마
- 2003년 《논스톱 4》 (MBC)
- 2004년 《논스톱 5》 (MBC)
- 2005년 《신입사원》 (MBC)
- 2005년 《레인보우 로망스》 (MBC)
- 2006년 《소울메이트》 (MBC)
- 2007년 《행복한 여자》 (KBS 2TV) ... 조하영 역
- 2008년 《크라임 시즌2》 (iHQ DRAMA)
- 2011년 《복희 누나》 (한복희 역, KBS 2TV)
- 2012년 《보고싶다》 (MBC) ... 김은주 역
- 2019년 《동네변호사 조들호 2: 죄와 벌》 (KBS 2TV) ... 장순임 역

### 예능
- 2005년 《일요일이 좋다 - X맨》 (49기, SBS)
- 2006년 《쇼 음악중심》 (MC, MBC)
- 2006년 《동안클럽》
- 2008년 《스타의 친구를 소개합니다》 (MBC)
- 2008년 《스타킹》 (SBS)
- 2008년 《강성연의 연애시대》 (SBS)
- 2010년 《연애빅뱅》 (7화 특별출연, tvN)
- 2010년 《강심장》 (SBS)
- 2010년 《순위 정하는 여자》 (QTV)
- 2010년 《스타골든벨》 (KBS)
- 2011년 《복불복쇼》 (MBC 에브리원)
- 2011년 《지금 그곳에서 살아보기》 (호주편, MBC)

### 뮤직비디오
- 휘성_불치병
- DAYLIGHT_엔젤송 / 비밀
- 이루_다시 태어나도
- 가비엔제이_Happiness / 그래도 살아가겠지

### 텔레비전 광고
- KTF 모바일
- 백세주
- SK텔레콤 (현대생활백서 - 내숭 편)
- 한국 존슨 앤드 존슨
- CJ 라이언 (닥터세닥, 참그린)
- TNGT LG패션 (사랑의 세레나데 편)

## 사건 및 사고

### 프로포폴 투약 사건
- 2013년 1월 23일 프로포폴 상습 투약 혐의로 검찰에 소환되어 조사를 받았다.[1]
- 그리고 검찰은 이승연, 박시연, 현영도 같은 혐의로 소환조사하였다.[2]
- 결국 검찰은 현영을 벌금 500만원에 약식기소하였고, 장미인애 등 나머지 3명은 정식 재판에 넘겼다.[3] 이에 따라 장미인애, 박시연, 이승연에 대한 1심 재판이 열렸고, 2013년 11월 25일 서울중앙지방법원은 이들 3명에게 유죄를 선고했다.

- 장미인애에게 선고된 형량은 징역 8월에 집행유예 2년, 벌금 550만원이었다.

- 그날 재판에서 법원은 이들 3명에 대해 "피고인들이 프로포폴이 향정신성 의약품으로 지정되기 훨씬 이전부터 1주일에 1∼2차례에 해당할 만큼 빈번하게 프로포폴을 투약해왔기 때문에 이미 의존증상이 있었다고 보이고, 향정신성 의약품으로 지정된 이후의 투약량만으로도 의존성을 유발하기에 충분해 보인다.

- 피고인들이 지나치게 비슷한 시술을 반복해 받았고, 시술 횟수나 빈도도 통상적이라고 할 수 없을 만큼 많았다.

- 시술을 빙자한 투약행위가 인정된다.

- 사회적 영향력이 큰 연예인으로서 모범을 보여야 할 위치에서 오히려 잘못을 저질러 죄질이 무겁고 검찰에서의 자백 내용을 법정에서 뒤집는 등 진지하게 반성하고 있는지도 의문이다"고 양형 이유를 설명했다.

- 한편 법원은 장미인애에 대해서 "같은 날 병원 2곳을 옮겨다니며 프로포폴을 맞고도 의사에게 이런 사실을 알리지 않았고, 먼저 수면마취를 요구하는 등 시술을 빙자해 프로포폴을 투약한 점이 모두 유죄로 인정된다"고 밝혔다.[4] 장미인애는 1심재판결과에 불복하여 항소를 하였으나 이후 항소를 취하하여 형이 확정되었다.[5]
- 그 탓인지 지상파 3사 출연금지 명단에 올랐다가 뒷날 KBS에서 해금되었으나  MBC와 SBS에서는 현재까지 출연금지가 풀리지 않을 수도 있다.[6]